# Хамдија Омановић
Хамдија Омановић (Цазин, 23. мај 1915 — новембар 1990) био је учесник Народноослободилачке борбе и генерал-потпуковник ЈНА.

## Биографија
Рођен је 23. маја 1915. у Цазину. Пре Другог светског рата је радио као железнички службеник.
Након окупације Југославије, 1941. прикључио се Народноослободилачком покрету (НОП) и постао члан Комунистичке партије Југославије (КПЈ). У Народноослободилачку војску (НОВЈ) ступио је 1942. године.
У току Народноослободилачког рата (НОР) налазио се на дужности команданта батаљона и члана Окружног комитета КПЈ за Бихаћ. Када је децембра 1942. формирана Осма крајишка ударна бригада постављен је за команданта бригаде, а Авдо Ћук за политичког комесара. Потом је био Шеф Саобраћајног одсека Петог босанског корпуса НОВЈ. За време рата биран је за већника Антифашистичког већа народног ослобођења Југославије (АВНОЈ) и Земаљског антифашистичког већа народног ослобођења Босне и Херцеговине (ЗАВНОБиХ).
Након рата наставио је професионалну каријеру у Југословенској армији (ЈА). Био је помоћник директора Дирекције државних железница Сарајево, помоћник команданта армијске области и др. Завршио је Вишу војну академију ЈНА и Курс оператике ЈНА. Активна служба у ЈНА престала му је 1973. године.
Биран је за посланика Народне скупштине НР Босне и Херцеговине у више сазива, као и за члана Републичке конференције Социјалистичког савеза радног народа Босне и Херцеговине.
Одликован је Орденом заслуга за народ првог реда, Орденом братства и јединства првог реда и Орденом народне армије првог реда.